# 四亚甲基二砜四胺
四亞甲基二砜四胺（tetramethylenedisulfotetramine,TETS），俗称毒鼠强，純品為白色輕質粉末，無嗅，經乙酸重結晶後呈立方晶體狀。溶於苯，微溶於二甲基亞砜（DMSO）、乙酸和丙酮，難溶於乙醇，極難溶於水（0.25mg/ml），不溶於甲醇及正己烷。其沸點高於攝氏270°C。TETS對酸或鹼穩定，但對還原劑敏感。

## 历史
1933年，德国化学家Wood和Bettye首次報告合成了一种透明的、稳定的物質——TETS。由於具有強氧化性，TETS在早期被廣泛應用作生产沙发靠垫强化剂和抗霉菌剂，此後屢次發生工人因使用經TETS處理的羊毛織物而中毒的事故，TETS隨之引起公眾注意。
1949年，G.Hecht等人報導了TETS的合成。同年，拜耳公司針對TETS提交的專利申請獲審通過。此專利擬將TETS作為滅鼠劑推廣。
1959年，任職於中国醫學科學院药物研究所合成室的莫若瑩、秦锡元教授報告了TETS的合成，此為TETS首次在中國大陸得到報導。同年，汪诚信发表了中國大陸內第一篇介绍TETS的文章，對其滅鼠效果表示肯定。
1998年，溫州醫學院附屬第二醫院醫師應斌宇因誤診而對1例急性TETS中毒者給以二巰基丙磺酸鈉（Na-DMPS），發現Na-DMPS對TETS中毒具有顯著治療效果。若及時給藥，Na-DMPS可有效緩解TETS中毒引起的抽搐症狀，有降低死亡率的可能。

## 合成
TETS可在室溫下由硫酰胺與甲醛於強酸性環境中反應制得，產率90%。

## 毒理作用
Symthies于1974年藉离体器官试验初步证明TETS可拮抗大鼠颈上神经节的去极化作用，並基于TETS与GABA受体的结构,提出理论上TETS可与γ-氨基丁酸（γ-Aminobutyric acid,GABA）受体通过三个氢键结合，直接阻斷GABA與對應受體的結合，從而降低与GABA受體偶联的离子载体的最大去极化幅度，令其介導的抑制性作用減弱，進而致使神經元過度興奮，表現出強驚厥作用。在正常情況下，GABA作用於相應受體，使神經細胞膜的氯離子通透性增加而產生抑制性突觸後電位(Inhibitory postsynaptic potential, IPSP)，神經細胞的興奮性亦相應下降。
另一方面，TETS可導致人體多器官損傷，提示其致毒機理尚未完全被探明。